# Ouzo
L'ouzo és un licor d'origen grec amb fort gust dolç i olor de regalèssia. Fet a base de raïm madurat i anís, usat comunament en festes de casaments, reunions familiars, etc. La seva graduació està entre 37 i 50 graus. És transparent i incolor.

## Característiques
Per tal que la beguda espirituosa anisada tingui la denominació d'ouzo ha de:
- Ser produïda exclusivament a Grècia.[1]
- Obtenir-se per barreja d'alcohols aromatitzats per destil·lació o maceració amb llavors d'anís i eventualment de fonoll, de la resina procedent d'un llentiscle indígena de l'illa de Quios (Llentiscle o latifolia) i d'altres llavors, plantes o fruites aromàtiques;[2] l'alcohol aromatitzat per destil·lació haurà de representar almenys el 20% del grau alcohòlic de l'ouzo.

L'esmentat destil·lat ha de:
- Ser obtingut per destil·lació en alambins tradicionals discontinus de coure amb una capacitat igual o inferior a 1 000 litres.
- Tenir un grau alcohòlic que no sigui inferior a 55% vol ni superior a 80% vol.[3]

L'ouzo ha de ser incolor, amb un contingut en sucre igual o inferior a 50 g per litre.